# Notoxus lusakaensis
Notoxus lusakaensis es una especie de coleóptero de la familia Anthicidae.

## Distribución geográfica
Habita en Zambia.